# Айымжан
Айымжан (каз. Айымжан) — село в Жамбылском районе Северо-Казахстанской области Казахстана. Входит в состав Мирного сельского округа. Код КАТО — 594651200.

## География
Расположено около озера Каксор.

## Население
В 1999 году население села составляло 570 человек (290 мужчин и 280 женщин). По данным переписи 2009 года, в селе проживало 419 человек (210 мужчин и 209 женщин).